# Cyril Théréau
Cyril Théréau (ur. 24 kwietnia 1983 w Privas) – francuski piłkarz występujący na pozycji napastnika. Zawodnik Fiorentiny.

## Kariera
Théréau karierę rozpoczynał w czwartoligowym Gap FC. Potem był graczem innego czwartoligowca, US Orléans, a w styczniu 2005 trafił do drugoligowego Angers SCO. W Ligue 2 zadebiutował 11 stycznia 2005 w przegranym 1:2 meczu z Montpellier HSC. W Angers od czasu debiutu był podstawowym zawodnikiem. W sumie spędził tam półtora roku. W tym czasie rozegrał tam 46 ligowych spotkań i strzelił 10 goli.
W lipcu 2006 na zasadzie wolnego transferu przeszedł do belgijskiego R. Charleroi SC. W lidze belgijskiej pierwszy mecz zaliczył 29 lipca 2006 przeciwko Lierse SK. W Charleroi grał przez miesiąc (4 mecze, 3 gole). W sierpniu 2006 za 750 tysięcy euro przeniósł się do rumuńskiej Steauy Bukareszt. Tam spędził sezon 2006/2007. Zagrał tam w 17 meczach i zdobył w nich 10 bramek. Z klubem wywalczył także wicemistrzostwo Rumunii.
Latem 2007 roku za kwotę 2,5 miliona euro odszedł do belgijskiego Anderlechtu. Pierwszy ligowy występ w jego barwach zanotował 3 sierpnia 2007 przeciwko KV Mechelen (1:0). W styczniu 2008 został wypożyczony do R. Charleroi SC. Po zakończeniu sezonu 2007/2008 został wykupiony przez ten klub z Anderlechtu za 500 tysięcy euro. W sezonie 2009/2010 strzelił w lidze 11 goli w 28 występach.
24 sierpnia 2010 Théréau odszedł do Chievo, w którym grał 4 lata.
1 lipca 2014 przeszedł do Udinese Calcio.